# Мачератола (Перуђа)
Мачератола је насеље у Италији у округу Перуђа, региону Умбрија.
Према процени из 2011. у насељу је живело 763 становника. Насеље се налази на надморској висини од 214 м.